# Macrosiphoniella bozhkoae
Macrosiphoniella bozhkoae är en insektsart som beskrevs av Remaudière, G. 1997. Macrosiphoniella bozhkoae ingår i släktet Macrosiphoniella och familjen långrörsbladlöss. Inga underarter finns listade i Catalogue of Life.